# موضح (یمن)
 موضح  نام روستایی است در ناحیهٔ (الضاد المَحَجة) ،، در ناحیهٔ (خولان العالیة)، از توابع تَعِز در کشور یمن در شبه جزیره عربستان.

## جمعیت
جمعیت آن (۱۳۵) نفر (۵ خانوار) می‌باشد.